# Ide Were Were
 (juillet 2022).
Ide Were Were est une chanson traditionnelle Yoruba, en Afrique de l'Ouest, qui célèbre Oshun, la déesse des eaux, des fleuves, des bords de mer et de l'amour. La chanson parle d'un collier, symbole de l'initiation à l'Amour.
La chanson devient un succès populaire par sa reprise par différents groupes musicaux.

## Origines et inspirations

### Origines
Ide Were Were est une chanson qui tire ses origines du peuple Yoruba, en Afrique de l'Ouest (actuels Nigeria, Bénin et Togo). C'est une chanson à la déesse Ochun, la déesse de l'intimité, de l'amour, de la beauté, de la richesse et la mère des eaux douces ou douces africaines.

### Contenu
Il parle d'un collier comme symbole d'initiation à l'amour.
Sous sa forme de mère des eaux salées, la déesse est connue sous le nom de Yemaya. De plus, selon les anciens Yoruba, la déesse Oshun est la "mère invisible présente à chaque rassemblement" car elle est la compréhension yoruba des forces cosmologiques d'attraction, d'humidité et d'eau.

### Paroles
Paroles en Yoruba
Ide were were nita ochun
Ide were were
Ide were were nita ochun
Ide were were nita ya
Ocha kiniba nita ochun
Cheke cheke cheke
Nita ya
Ide were were
Traduction en français
Ide ont été ont été nita ochun
Ide ont été ont été
Ide ont été ont été nita ochun
Ide ont été ont été nita ya
OCHA kiniba nita ochun
Cheke cheke cheke
Nita ya
Ide ont été ont été
Ochun est la déesse de l'amour
Chant qui parle d'un collier
Qui est un symbole de l'initiation
Aimer

## Reprises et collaborations et notoriété
Cette chanson enregistre des milliers de vues sur les réseaux sociaux. Plusieurs reprises et remixes sont créés s'appuyant sur ce single, comme celle de Deva Premal,.